# Søvig Bæk
Søvig Bæk är ett 16,8 km långt vattendrag på Jylland i Danmark. Det ligger i Region Syddanmark, i den västra delen av landet. Søvig Bæk rinner från Søndersig till den sydöstliga delen av Filsø i Varde Kommune.